# Sint-Amandus-en-Sint-Jobkerk

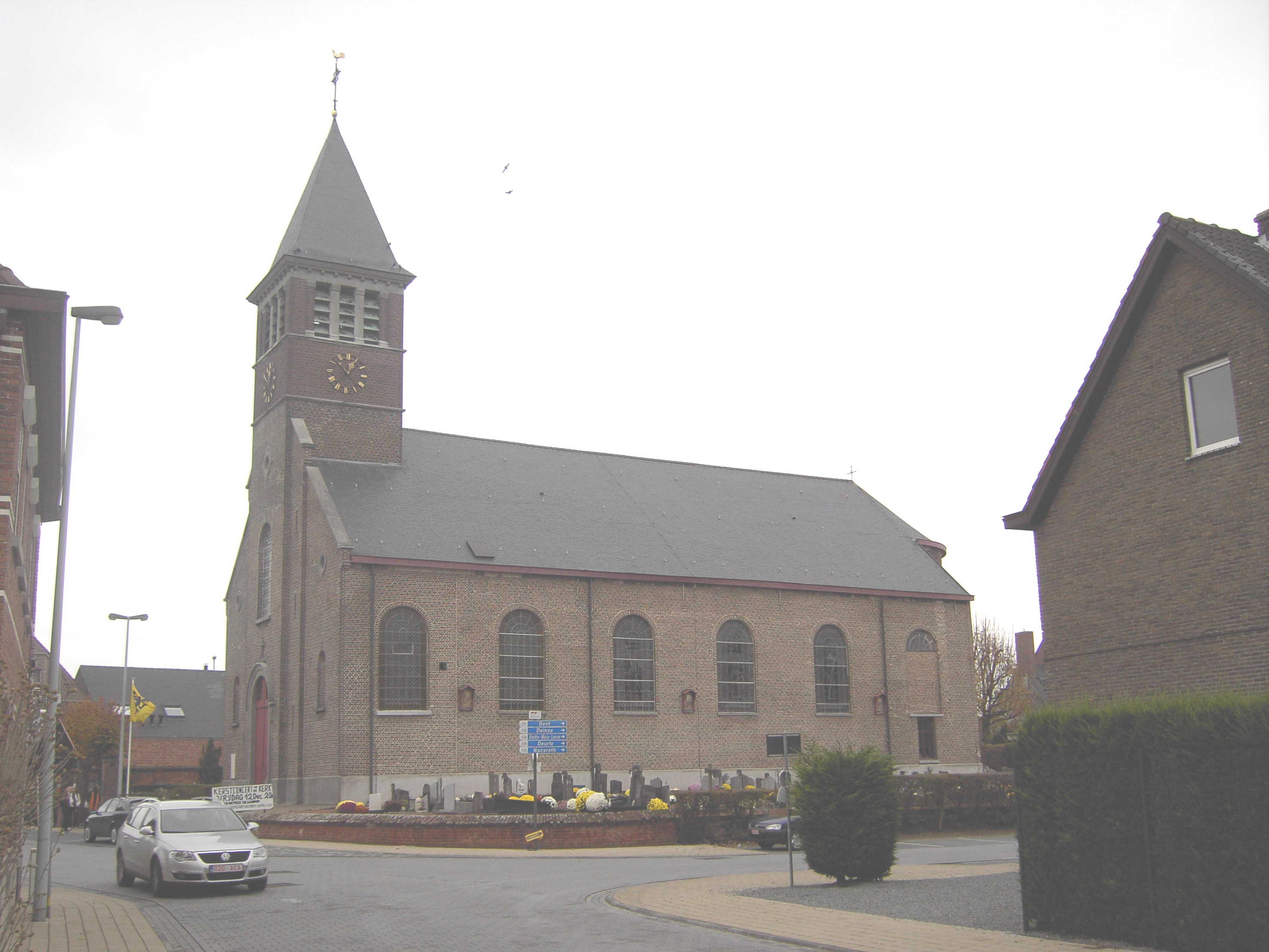
Sint-Amandus-en-Sint-Jobkerk

De Sint-Amandus-en-Sint-Jobkerk is de parochiekerk van de tot de Oost-Vlaamse gemeente Deinze behorende plaats Astene, gelegen aan de Nieuwstraat.

## Geschiedenis
In 1147 was er al sprake van een kerkgebouw, dat op de Kapelleberg stond. Het betrof een eenbeukig kruiskerkje met vierkante vieringtoren. Het patronaat was in handen van de Abdij van Drongen.
Dit kerkje werd in 1836 gesloopt. Een nieuwe kerk werd op een andere plaats gebouwd naar ontwerp van Achiel de Lancker. Het betrof een pseudobasiliek in neoclassicistische stijl. In 1878 werd de kerk naar het westen uitgebreid en ook de westtoren werd toen gebouwd. Dit alles naar een ontwerp van E. de Perre-Montigny. De kerk werd ernstig beschadigd tijdens de Eerste Wereldoorlog en hersteld in 1920. Ook tijdens de Tweede wereldoorlog werd de toren opgeblazen. Een nieuwe, lagere toren werd gebouwd in 1948-1954.

## Gebouw
Het betreft een driebeukige bakstenen kerk met ingebouwde westtoren welke voorzien is van een tentdak. De kerk is -afgezien van het westelijk deel- grotendeels neoclassicistisch en ook het interieur is in deze stijl. Tegen de oostmuur van de kerk is een kapel met calvarie uit de 18e eeuw. Tegenn de buitenmuren van de kerk vindt men een ommegang ter ere van Sint-Job, met zes kapelletjes waarin zich schilderijtjes bevinden.

## Interieur
De kerk bezit een schilderij voorstellende: Sint-Amandus verkondigt het geloof van 1723, door Gillis le Plat. Verder een Onze-Lieve-Vrouw met Kind en Piëta (18e eeuw). De preekstoel is van 1780.